# Вудсток 23
Вудсток 23 (англ. Woodstock 23) — індіанська резервація в Канаді, у провінції Нью-Брансвік, у межах графства Карлтон.

## Населення
За даними перепису 2016 року, індіанська резервація нараховувала 327 осіб, показавши скорочення на 5,2%, порівняно з 2011-м роком. Середня густина населення становила 182 осіб/км².
З офіційних мов обидвома одночасно володіли 15 жителів, тільки англійською — 310. Усього 25 осіб вважали рідною мовою не одну з офіційних, з них усі — одну з корінних мов.
Працездатне населення становило 69,2% усього населення, рівень безробіття — 16,7%.

## Клімат
Середня річна температура становить 4,7°C, середня максимальна – 23,6°C, а середня мінімальна – -18°C. Середня річна кількість опадів – 1 061 мм.
| Клімат поселення                              | Клімат поселення | Клімат поселення | Клімат поселення | Клімат поселення | Клімат поселення | Клімат поселення | Клімат поселення | Клімат поселення | Клімат поселення | Клімат поселення | Клімат поселення | Клімат поселення | Клімат поселення |
| Показник                                      | Січ.             | Лют.             | Бер.             | Квіт.            | Трав.            | Черв.            | Лип.             | Серп.            | Вер.             | Жовт.            | Лист.            | Груд.            |                  |
| Середній максимум, °C                         | −4,76            | −3,52            | 2,98             | 10,33            | 17,39            | 22,52            | 23,64            | 22,61            | 17,48            | 11,28            | 5,02             | −2,91            |                  |
| Середня температура, °C                       | −11,38           | −10,14           | −3,64            | 3,70             | 10,78            | 15,90            | 19,24            | 18,22            | 13,10            | 6,88             | 0,63             | −7,3             |                  |
| Середній мінімум, °C                          | −18              | −16,74           | −10,24           | −2,91            | 4,18             | 9,28             | 14,86            | 13,84            | 8,71             | 2,50             | −3,75            | −11,68           |                  |
| Норма опадів, мм                              | 91               | 62               | 78               | 82               | 93               | 88               | 100              | 95               | 93               | 88               | 98               | 93               |                  |
| Середньомісячна швидкість вітру, м/с          | 3.53             | 3.63             | 3.89             | 3.72             | 3.46             | 3.09             | 2.77             | 2.62             | 2.90             | 3.24             | 3.46             | 3.50             |                  |
| Середньомісячна сонячна радіація, кДж/м²·день | 5190             | 8337             | 12098            | 15630            | 18374            | 20377            | 19748            | 17577            | 13078            | 8235             | 4927             | 4073             |                  |
| --------------------------------------------- | ---------------- | ---------------- | ---------------- | ---------------- | ---------------- | ---------------- | ---------------- | ---------------- | ---------------- | ---------------- | ---------------- | ---------------- | ---------------- |
| Джерело:                                      |                  |                  |                  |                  |                  |                  |                  |                  |                  |                  |                  |                  |                  |